# Халабджа
Халабджа (араб. حلبجة‎, курд. Helebce) — город в Ираке, в мухафазе Халабджа. Расположен в 240 км к северо-востоку от Багдада и в 15 км от границы с Ираном, на высоте 741 м над уровнем моря. Население составляет около 80 000 человек.

## История
Город получил известность из-за газовой атаки в 1988 году во время Ирано-иракской войны.
С марта 2014 года центр мухафазы Халабджа.